# Chengdu Open 2023
Chengdu Open 2023 — тенісний турнір, що проходив на кортах з твердим покриттям у місті Ченду, КНР з  18 до 24 вересня. Належав до категорії ATP 250.

## Фінальна частина

### Одиночний розряд
Александр Зверєв —   Роман Сафіуллін 6–7(2–7), 7–6(7–5), 6–3

### Парний розряд
Садіо Думбія /  Фаб'єн Ребуль —  Франсіску Кабрал /  Рафаель Матос 4–6, 7–5, [10–7]